# Thanhouser Company
La Thanhouser Company (renommée Thanhouser Film Corporation par la suite) est une maison de production de films créée aux États-Unis en 1909 par Edwin Thanhouser. En 1918, elle a arrêté la production après avoir produit environ 800 films. 
Parmi ses réalisateurs, on compte George Nichols, Lucius Henderson, Carl Gregory et Justus D. Barnes.

## Films produits
- 1910 :  Jane Eyre
- 1910 : The Winter's Tale
- 1910 : La Case de l'oncle Tom
- 1910 : Love and Law
- 1910 : Looking Forward
- 1910 : The Vicar of Wakefield
- 1911 : Baseball and Bloomers
- 1911 : The Norwood Necklace
- 1911 :  Cally's Comet
- 1911 :  She (en)
- 1912 : Dr. Jekyll and Mr. Hyde de Lucius Henderson
- 1913 : King Rene's Daughter
- 1914 : Joseph in the Land of Egypt
- 1914 : Adrift in a Great City
- 1914 : The Million Dollar Mystery
- 1914 : A Dog's Love
- 1914 : Zudora
- 1915 : Inspiration
- 1915 : The Flying Twins
- 1916 : King Lear